# 오디오 믹싱

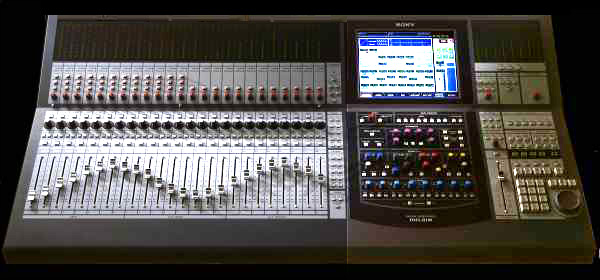
오디오 믹싱에 사용되는 디지털 믹싱 콘솔 (Digital Mixing Console) 중 하나인 소니(Sony)사의 DMX R-100

음원 녹음 및 리프로덕션 작업에서, 오디오 믹싱(audio mixing) 또는 믹스다운(mixdown)은 별도로 녹음된 여러 개의 개별 음원을 하나 또는 다수의 채널로 합성하여 스테레오 음향으로 변환하는 과정을 의미한다. 작업 과정 중, 소스 음원 신호의 세기, 주파수, 다이나믹스, 파노라믹 포지 등이 조율되며 다양한 음향효과가 추가되는 작업을 수반하기도 한다. 이러한 실증적이면서 미학적이고 창의적인 작업은 청취자로 하여금 음원을 더 매력적으로 느끼게 할 수 있도록 한다.

## 같이 보기
- 오디오 믹서